# Puyravault, Vendée

Puyravault este o comună în departamentul Vendée, Franța. În 2009 avea o populație de 646 de locuitori.